# دم تشنار هادي أباد (تشنار)
دم تشنار هادي أباد (بالفارسية: دم چنار هادی‌آباد) هي قرية تقع في إيران في قسم تشنار الريفي. يقدر عدد سكانها بـ 301 نسمة.